# كابهي كابهي (فلم هندي)
كابهي كابهي (بالهندية: कभी कभी) (بالإنجليزية: Kabhi Kabhie) هو فيلم درامي رومانسي موسيقي هندي باللغة الهندية عام 1976 من تأليف باميلا تشوبرا وإخراج وإنتاج ياش تشوبرا تحت راية إنتاج ياش راج فيلم. صدر الفيلم في 27 فبراير 1976، وهو من بطولة وحيدة رحمن، شاشي كابور، أميتاب باتشان، راكي غولزار، ريشي كابور ونيتو سينغ. كان هذا هو الفيلم الثاني من إخراج ياش تشوبرا مع شاشي كابور وباتشان في الأدوار الرئيسية بعد فيلم ديوار (1975)، وقد اشتهر بشكل خاص بتأليف الموسيقى التصويرية له من قبل خيام. حصل الفيلم على إشادة واسعة النطاق من النقاد عند إصداره، مع الثناء الكبير على قصته، والسيناريو، والإخراج، والحوارات، والموسيقى التصويرية، وأداء الممثلين، ويعتبر فيلمًا عبادة على مر السنين.
شارك رحمن وشاشي كابور وباتشان وراخي في بطولة فيلم تشوبرا التالي، تريشول، بعد عامين.
حقق فيلم كابهي كابهي ما يقدر بنحو 40 مليون روبية في شباك التذاكر، ليصبح ثامن أعلى فيلم هندي من حيث الإيرادات لهذا العام. في حفل توزيع جوائز فيلم فير الرابع والعشرين، تلقى فيلم كابهي كابهي 13 ترشيحًا رئيسيًا، بما في ذلك أفضل فيلم، وأفضل مخرج (ياش تشوبرا)، وأفضل ممثل (باتشان)، وأفضل ممثلة (راكي)، وأفضل ممثل مساعد (شاشي كابور) وأفضل ممثلة مساعدة (رحمن)، وفاز بأربع جوائز رئيسية، بما في ذلك أفضل مخرج موسيقى (خيام)، وأفضل كاتب كلمات (ساهر لوديانفي) وأفضل مغني (موكيش)، والاثنتان الأخيرتان لأغنية "كابهي كابهي ميري ديل مين".

## الحبكة
أميت مالهوترا (أميتاب باتشان)، شاعر الناشئ، يلقي قصائده في حرم جامعته في كشمير، حيث يلتقي بزميلته الطالبة بوجا (راكي غولزار)، ويقعان في الحب. لكن القدر له خطط أخرى حيث يقوم والدا بوجا بترتيب زواجها من مهندس معماري فيجاي خانا (شاشي كابور) ضد رغباتها. قبل إنهاء علاقتهما، تطلب بوجا من أميت أن يعدها بأنه سيتزوج أيضًا ويستمر في كتابة الشعر. تتزوج بوجا وفيجاي، وفي تطور مفاجئ للقدر، يقدم فيجاي كتاب مختارات أميت الأول إلى بوجا في ليلة زواجهما لأنه من كبار المعجبين بأميت. في حين أن الزوجين رزقا بابن، فيكرام، المعروف أيضًا باسم فيكي، يتخلى أميت المنكسر القلب عن الشعر ويتولى شركة المحاجر الخاصة بوالده المسن (افتخار). بعد مرور عشرين عامًا، وانتقالًا إلى الجيل التالي، تبين أن بوجا أصبحت مضيفة برنامج تلفزيوني، حيث قدمت بشكل مفاجئ أميت باعتباره شاعرًا مشهورًا للجمهور. هذه هي المرة الأولى التي يجتمع فيها أميت وبوجا، العشاق السابقين، بعد عدة سنوات، ولكن كغرباء. عندما سُئل أميت عن سبب توقفه عن كتابة الشعر، رد قائلاً إن حزنه دفعه إلى الابتعاد. عند رؤية أميت وبوجا معًا، يدعو فيجاي أميت إلى المنزل لتناول مشروب ويستنتج بدقة أن انقطاعه عن الشعر كان بسبب حزنه الشديد، مما تسبب في غضب أميت وهروبه.
وفي الوقت نفسه، يقع فيكي (ريشي كابور) الذي أصبح بالغًا الآن في حب بينكي (نيتو سينغ)، صديقته في الكلية وابنة طبيب فيجاي، الدكتور آر بي كابور (باريكشيت ساهني)، وزوجته شوبها (سيمي جاروال). ومع ذلك، قبل أن يتمكن الاثنان من الزواج، تتعرف بينكي على الحقيقة المروعة حول تبنيها ووالدتها البيولوجية غير الشرعية. تقرر بينكي المحطمة قطع علاقاتها بالدكتور كابور وشوبها وتقرر تعقب والدتها البيولوجية العازبة والتحقيق في الحقيقة حول ولادتها وتخليها عنها. يأخذ بحث بينكي بها إلى كشمير وتتمكن أخيرًا من مقابلة والدتها، أنجالي (وحيدة رحمن)، التي، كما أراد القدر، تبين أنها ليست سوى زوجة أميت. صدمت أنجالي عندما رأت بينكي على عتبة بابها، فاعترفت سراً بوجودها وأغدقت حبها على ابنتها التي اجتمعت معها. ومع ذلك، خوفا على زواجها من أميت، فهي لا تكشف علاقتها به وابنتهما سويتي (نسيم). بدلاً من ذلك، قدمت أنجالي بينكي على أنها ابنة أختها البعيدة من دلهي، مما ترك بينكي في حالة من الألم لأن أنجالي لم تسمح لها بمخاطبتها على أنها والدتها. ولإضافة المزيد من المشاكل إلى بينكي، يصل فيكي إلى كشمير بعد تشجيعه من فيجاي من أجل دعمها عاطفياً، لكن بينكي تطلب منه أن يحافظ على مسافة بينها وبينها.
ومع ذلك، يتمكن فيكي من الوصول إلى منزل أميت من خلال مغازلة سويتي، حتى يتمكن من الاستمرار في مقابلة بينكي. تطلب سويتي من أميت توظيف فيكي في شركته، حتى يتمكن من إعالة نفسه أثناء إقامته في المدينة. تبدأ بينكي العمل كسكرتيرة لأميت بينما تصبح فيكي مشغلة عربة بواسطة رامباجان (ديفين فيرما)، مشرف محجر أميت. يصبح الوضع أكثر سوءًا عندما تقع سويتي في حب فيكي، مما يدفع أنجالي وأميت إلى اتخاذ قرار بترتيب زواجهما. نتيجة لذلك، تواجه بينكي فيكي وتطلب منه عدم اللعب بحياة سويتي وخيانة ثقة أميت وأنجالي فيه. تلاحظ أنجالي أن بينكي يغادر دار ضيافة فيكي وتسألها عندما تعترف بينكي بأن فيكي هو خطيبها. بعد فهم الوضع، تحاول أنجالي إقناع أميت بأن فيكي يجب أن يتزوج من بينكي بدلاً من سويتي، لكن أميت يرد باتهام أنجالي بتفضيل بينكي على سويتي. بعد أن أدرك أميت أن بينكي هي أكثر من مجرد "ابنة أخت" لأنجالي، طالب بمعرفة الحقيقة حول هوية بينكي، مما أجبر أنجالي على الكشف عن أن بينكي هي ابنتها من علاقة ما قبل الزواج. كان والد بينكي البيولوجي طيار اختبار في القوات الجوية الهندية، وقُتل بشكل مأساوي في حادث تحطم طائرة بينما كانت أنجالي حاملاً ببينكي، مما أجبرها على إعطاء بينكي للتبني للدكتور كابور وشوبها اللذين ليس لديهما أطفال. يصاب أميت بالرعب ويغضب بشدة من أنجالي وبينكي ويعاقبهما بالصمت لإخفاء "جرائمهما" الماضية عنه.
لاحقًا، يلتقي أميت مع مهندس معماري في موقعه، والذي يتبين أنه فيجاي، زوج بوجا. بينما يزور أميت منزل فيجاي وبوجا ليأخذهما إلى المنزل لتناول العشاء، يقضي بضع لحظات بمفرده مع بوجا، التي تدرك أن أميت لم يسامحها أو ينسها أبدًا. يستمع فيجاي إلى محادثتهم، وخلال الرحلة، يكتشف أن بوجا وأميت درسا في نفس الكلية، وأن أميت كتب الشعر في تلك الفترة. لقد صُدم عندما أدرك أن سبب حزن أميت الغامض المذكور أعلاه لم يكن سوى زوجته، بوجا. في المنزل، بعد تناول مشروب، يخبر فيجاي أميت أن الرجل يُذل نفسه بالتفكير في علاقات الماضي مع امرأة أنجبت أطفاله وقضت 20 عامًا من حياتها معه. بطريقة ما، يقبل بوجا ويُظهر لأميت أنه غير معقول تجاه أنجالي، وهو ما يسمعه كل من أنجالي وبوجا. يعترف أميت بحبه لبوجا أمام فيجاي، مما يؤلم أنجالي. بعد رحيل بوجا وفيجاي، تعتذر أنجالي لأميت لإبقاء الحقيقة حول بينكي سراً عنه، لكن الشوفيني الذكوري أميت غير راغب في مسامحة أنجالي على ماضيها، لذلك تقرر أنجالي الطلاق.
في هذه الأثناء، تشهد سويتي لحظة حميمة بين فيكي وبينكي، وما زالت تحب فيكي ولا تعلم بخطوبته، تبكي مثل طفلة وتخلق مشهدًا، مما يتسبب في قيام أميت بصفعها، مما يؤدي إلى إخراج غضبه على أنجالي عليها. بعد أن شعرت بالتخلي عنها من قبل الجميع، قررت سويتي الانتحار عن طريق ركوب حصانها في أحد انفجارات الديناميت في موقع أميت. فيكي يلاحقها على ظهر الخيل، بينما أميت وبينكي يتبعانها عن كثب على سيارة أميت الجيب، وفيجاي على دراجته النارية. شرارة من الانفجار تشتعل في كومة من الأغصان الجافة، مما يؤدي إلى إشعال حريق في الغابة. تنزل سويتي من على ظهر الحصان وتركض نحو النار، ويتبعها فيكي الذي يحاول ثنيها عن ذلك، ويكشف لها أنه وبينكي مخطوبان بالفعل، مما يدفع سويتي إلى إسقاط غضبها والاعتذار له وبينكي. فيجاي ينقذ بينكي، بينما أميت ينقذ فيكي وسويتي، ويحتضنون بعضهم البعض جميعًا. بعد تجربة الاقتراب من الموت، يدرك أميت خطأه ويدرك أنه يحب بينكي، ويسرع إلى المنزل لمنع أنجالي من تركه. يصل في الوقت المناسب، ويتصالحان وسط البكاء، ويعترفان بأنهما يحبان بعضهما البعض. يضع أميت وبوجا الماضي خلفهما ويصبحان صديقين من جديد، بينما يتزوج بينكي وفيكي.

## الممثلون
- وحيدة رحمن في دور أنجالي مالهوترا
- شاشي كابور في دور فيجاي خانا
- أميتاب باتشان في دور أميت مالهوترا
- راكي غولزار في دور بوجا خانا
- ريشي كابور بدور فيكرام خانا (فيكي)
- نيتو سينغ في دور بينكي كابور
- نسيم في دور سويتي مالهوترا
- باريكشيت ساهني في دور الدكتور آر بي كابور (والد بينكي بالتبني)
- سيمي جاروال في دور شوبها كابور (والدة بينكي بالتبني)
- افتخار بدور السيد مالهوترا (والد أميت)
- ديفين فيرما بدور رامباجان (مدير شركة المحاجر التي يعمل بها أميت)

## الموسيقى التصويرية
تم تأليف الموسيقى التصويرية للفيلم من قبل الخيام وكلمات ساهر لوديانفي، وكلاهما فاز بجائزة أفضل موسيقى وأفضل كاتب كلمات في حفل توزيع جوائز فيلم فير الرابع والعشرين.
قام موكيش وكيشور كومار بأداء الغناء لباتشان وريشي كابور على التوالي. فاز موكيش بعد وفاته بجائزة فيلم فير الأخيرة لأفضل مغني ذكر عن الأغنية الرئيسية "Kabhi Kabhie Mere Dil Mein". تصدرت النسخة الثنائية من الأغنية، التي غناها موكيش ولاتا مانغيشكار، القائمة السنوية لبرنامج Binaca Geetmala على راديو سيلان عام 1976.
تم إدراج الموسيقى التصويرية في المرتبة السابعة في قائمة Planet Bollywood لأعظم 100 موسيقى تصويرية في بوليوود. راكيش بودو من Planet Bollywood أعطى 9.5 نجمة من أصل 10 قائلًا: " كابهي كابهي "ستظل قصيدة للحن رائع".
| #   | عنوان                                                       | المدة |
| --- | ----------------------------------------------------------- | ----- |
| 1.  | "Kabhi Kabhie Mere Dil Mein - I"                            | 05:31 |
| 2.  | "Kabhi Kabhie Mere Dil Mein - II"                           | 04:57 |
| 3.  | "Kabhi Kabhi Mere Dil Mein – Dialogue"                      | 01:06 |
| 4.  | "Main Pal Do Pal Ka Shayar Hoon"                            | 04:08 |
| 5.  | "Main Har Ek Pal Ka Shayar Hoon - II"                       | 03:01 |
| 6.  | "Tera Phoolon Jaisa Rang"                                   | 06:10 |
| 7.  | "Mere Ghar Aaye Ek Nanhi Pari"                              | 03:17 |
| 8.  | "Pyaar Kar Liya To Kya"                                     | 03:43 |
| 9.  | "Surkh Jode Ki Yeh Jagmagahat (Saada Chidiya Da Chamba Ve)" | 03:45 |
| 10. | "Tere Chehre Se"                                            | 05:03 |

## روابط خارجية
- مقالات تستعمل روابط فنية بلا صلة مع ويكي بيانات